# Apostolische Sukzession
Die apostolische Sukzession oder apostolische Nachfolge beschreibt die kontinuierliche Weitergabe des Sendungsauftrags der Apostel und deren Nachfolger bis in die Gegenwart und legitimiert die traditio apostolica, die Treue zur urchristlichen Tradition und die unverfälschte Weitergabe der Glaubensinhalte. Zur Erfüllung dieser Kontinuität wird vor allem in den vorreformatorischen Kirchen eine stetige Reihe von Bischofsweihen als konstitutiv für das Bischofsamt angesehen.
Im Neuen Testament wurden die Apostel durch Jesus Christus ausgesandt und mit Vollmacht ausgestattet, die Kirche zu leiten. Diese gaben ihre Sendung weiter, woraus sich nach der Tradition der frühen Kirche das Bischofsamt entwickelte. Durch eine ununterbrochene Kette von Handauflegungen gelten die Bischöfe in den vorreformatorischen Kirchen bis in die heutige Zeit als Nachfolger der Apostel.
Während die apostolische Sukzession in den ersten christlichen Jahrhunderten aus Sicht der historischen Wissenschaft nicht nachweisbar ist, gilt sie ab dem 12. Jahrhundert als historisch gesichert.
Im Protestantismus wird die Sukzession nicht primär auf die Weitergabe der Amtsvollmacht, sondern auf die Treue zum Glauben (successio fidei) bezogen.

## Entstehung
Das Konzept der apostolischen Sukzession ist vermutlich in der zweiten Hälfte des zweiten Jahrhunderts entstanden, also rund hundert Jahre nach dem Tod der Apostel. In dieser Zeit wurden die wachsenden christlichen Gemeinden der mediterranen Metropolen näher miteinander bekannt und dabei kamen auch die Unterschiede der lokalen Traditionen und der lokalen Riten wie etwa in der Liturgie zum Vorschein. Dass man einander bestätigte, Apostelgründung zu sein, war in den Denkkategorien der Spätantike eine Möglichkeit, diese Unterschiede gelten zu lassen und sich dennoch der einen Kirche Jesu Christi zugehörig zu fühlen. Mit der Gnosis entstanden esoterische Sonderlehren, die sich auf einen apostolischen Ursprung beriefen. Um diesen Häresien entgegenzutreten, beriefen sich die Kirchenväter Hegesippus und Irenäus von Lyon auf die Überlieferung durch die Nachfolger im Apostelamt als Garant für die kontinuierliche, unverfälschte Wiedergabe der Lehre der Apostel.

### Biblischer Bezug
Die Handauflegung im Sinne einer Einsetzung von Mitarbeitern in ihre Aufgaben ist im Neuen Testament vor allem als Praxis des Apostels Paulus bezeugt (Apg 14,23 , Apg 20,28 , Apg 14,23 , 2 Tim 1,6 ). Doch wird die Handauflegung zur Amtseinsetzung im Neuen Testament auch als Praxis aller Apostel beschrieben (Apg 6,6 ).
Ein ausdrücklicher Befehl Jesu Christi an die Apostel, Nachfolger in ihrem Amt zu benennen, findet sich in den Evangelien nicht. Der Apostel Petrus beruft sich bei der in der Apostelgeschichte geschilderten Nachwahl des Apostels Matthias (Apg 1,15 ) jedenfalls nicht auf einen Befehl Jesu, sondern auf Verse aus dem Buch der Psalmen.

### Sukzession bei den Kirchenvätern
Der erste Klemensbrief ist der Hauptzeuge für die Verhältnisse in der stadtrömischen Christenheit im 1. Jahrhundert und zeichnet folgendes Bild:

„1. Auch unsere Apostel wussten durch unseren Herrn Jesus Christus, dass Streit entstehen werde um die Bischofswürde.

2. Aus diesem Grunde setzten sie auch, da sie eine genaue Kenntnis hiervon zum voraus erhalten hatten, die oben Genannten ein und gaben ihnen dazu Auftrag, dass, wenn sie entschlafen wären, andere erprobte Männer ihren Dienst übernähmen.

3. Die also von jenen oder hernach von anderen ausgezeichneten Männern unter Zustimmung der ganzen Gemeinde eingesetzten (Bischöfe), die das Hirtenamt Christi in Demut untadelig, ruhig, uneigennützig verwaltet haben, die lange Zeit hindurch von allen ein gutes Zeugnis erhalten haben, diese von ihrem heiligen Amte abzusetzen, ist nach unserer Ansicht ein Unrecht.

4. Denn es wird für uns keine kleine Sünde sein, wenn wir Männer, die tadellos und heiligmäßig ihre Opfer dargebracht haben, aus ihrem Bischofsamte vertreiben.“
Dass in der Gemeinde des Ersten Klemensbriefes eine Einsetzung durch eine auf die Apostel zurückgehende Kette von Handauflegungen die conditio sine qua non ist, um das Bischofsamt ausüben zu können, wird im 1 Klem. nicht gesagt. Auf jeden Fall gehört die zustimmende Akklamation „der ganzen Gemeinde“ zur Einsetzung eines Bischofs.
Hegesippus berichtet, auf seinen Reisen viele Bischöfe getroffen und von allen das gleiche Evangelium gehört zu haben, was eine unabhängige Kontinuität der Glaubensüberlieferung in verschiedenen Gemeinden belegt und somit den angeblich apostolischen Lehren der Gnostiker widerspricht. Er soll auch eine Bischofsliste von Simon Petrus bis Anicetus angelegt haben, die als früheste derartige Liste gilt und von anderen Kirchenväter wie Eusebius von Caesarea und Irenäus von Lyon übernommen worden sein könnte.
Irenäus von Lyon aus dem 2. Jahrhundert wird gern als Gewährsmann für die apostolische Sukzession in Anspruch genommen. Er steht in Auseinandersetzung mit der Gnosis, die Geheimlehren Christi zu besitzen beanspruchte, und bekräftigte demgegenüber, dass die ganze Lehre Christi den Aposteln mitgeteilt und von diesen über zuverlässige Gewährsleute unverfälscht an die zeitgenössischen Christengemeinden übermittelt worden sei. Mit dieser Aussageabsicht montiert Irenäus aus den ihm bekannten Namen eine Bischofsliste, deren historischer Wert modernen Maßstäben nicht entspricht. Der Patrologe Brox äußerte dazu, die Liste der Namen bei Irenäus beruhe „auf theologischen Vorstellungen, nicht auf historischen Recherchen“.
Irenäus schreibt:

„Die von den Aposteln in der ganzen Welt verkündete Tradition kann in jeder Kirche jeder finden, der die Wahrheit sehen will, und wir können die von den Aposteln eingesetzten Bischöfe der einzelnen Kirchen aufzählen und ihre Nachfolger bis auf unsere Tage. Diese haben von den Wahngebilden jener nichts gelehrt und nichts gehört. Denn wenn die Apostel verborgene Geheimnisse gewusst hätten, die sie in besonderem, geheimem Unterricht nur die Vollkommenen lehrten, dann hätten sie die Geheimnisse am ehesten denen übergeben, denen sie sogar die Kirchen anvertrauten. Ganz vollkommen nämlich und in allem untadelig wünschten sie die, denen sie ihren Lehrstuhl übergaben, und die sie als ihre Nachfolger zurückließen, von deren gutem oder schlechtem Verhalten für das Wohl und Wehe der Ihrigen soviel abhing. Weil es aber zu weitläufig wäre, in einem Werke wie dem vorliegenden die apostolische Nachfolge aller Kirchen aufzuzählen, so werden wir nur die apostolische Tradition und Glaubenspredigt der größten und ältesten und allbekannten Kirche, die von den beiden ruhmreichen Aposteln Petrus und Paulus zu Rom gegründet und gebaut ist, darlegen, wie sie durch die Nachfolge ihrer Bischöfe bis auf unsere Tage gekommen ist. So widerlegen wir alle, die wie auch immer aus Eigenliebe oder Ruhmsucht oder Blindheit oder Missverstand Konventikel gründen. Mit der römischen Kirche nämlich muss wegen ihres besonderen Vorranges jede Kirche übereinstimmen, das heißt die Gläubigen von allerwärts, denn in ihr ist immer die apostolische Tradition bewahrt von denen, die von allen Seiten kommen. Nachdem also die seligen Apostel die Kirche gegründet und eingerichtet hatten, übertrugen sie dem Linus den Episkopat zur Verwaltung der Kirche. Diesen Linus erwähnt Paulus in seinem Briefe an Timotheus. Auf ihn folgt Anacletus. Nach ihm erhält an dritter Stelle den Episkopat Klemens, der die Apostel noch sah und mit ihnen verkehrte. Er vernahm also noch mit eignen Ohren ihre Predigt und Lehre, wie überhaupt damals noch viele lebten, die von den Aposteln unterrichtet waren. Als unter seiner Regierung ein nicht unbedeutender Zwist unter den Brüdern in Korinth ausbrach, da sandte die römische Kirche ein ganz nachdrückliches Schreiben an die Korinther, riet ihnen eindringlich zum Frieden und frischte ihren Glauben auf und verkündete die Tradition, die sie unlängst von den Aposteln empfangen hatte. Es gebe einen allmächtigen Gott, der Himmel und Erde erschaffen und den Menschen gebildet und die Sintflut geschickt und den Abraham berufen habe; der das Volk aus dem Lande Ägypten hinausgeführt, zum Mose gesprochen, das Gesetz gegeben, die Propheten gesandt, dem Teufel und seinen Engeln aber das ewige Feuer bereitet habe. Dass dieser als der Vater unseres Herrn Jesu Christi von den Kirchen verkündet wird und dies als apostolische Tradition aufzufassen ist, können alle, die da wollen, aus jenem Briefe entnehmen; denn der Brief ist älter als die neuen Falschlehrer, die sich über dem Weltenschöpfer und Demiurgen noch einen andern Gott zurechtlügen. Auf genannten Klemens folgte Evaristus, auf Evaristus Alexander, als sechster von den Aposteln wurde Sixtus aufgestellt, nach diesem kam Telesphoros, der glorreiche Märtyrer, dann Hyginus, dann Pius, dann Anicetus. Nachdem dann auf Anicetus Soter gefolgt war, hat jetzt als zwölfter von den Aposteln Eleutherus den Episkopat inne. In dieser Ordnung und Reihenfolge ist die kirchliche apostolische Überlieferung auf uns gekommen, und vollkommen schlüssig ist der Beweis, dass es derselbe Leben spendende Glaube sei, den die Kirche von den Aposteln empfangen, bis jetzt bewahrt und in Wahrheit uns überliefert hat.“

Im Laufe des 3. Jahrhunderts wurde die successio apostolica „zur wichtigsten Legitimationsquelle des Episkopats“.

## Sukzession von Männern und Frauen im bischöflichen Amt
Nach der Lehre und Tradition der Alten Kirche kann das Weihesakrament nur von einem Mann gültig empfangen werden. Dies wird von allen vorreformatorischen Kirchen, den orthodoxen, altorientalischen und der römisch-katholischen Kirche vertreten, sowie auch von manchen anglikanischen und altkatholischen Kirchen. Nach diesem Verständnis können Frauen kein Bestandteil einer gültigen Sukzessionslinie sein.
In den meisten Kirchen protestantischer Tradition, die die apostolische Sukzession im Weiheamt kennen, gibt es auch eine Frauenordination, so in vielen Teilkirchen der Anglikanischen Kirchengemeinschaft, in der Herrnhuter Brüdergemeine, der Schwedischen Kirche, einigen altkatholischen Kirchen und mehreren kleineren Kirchen. Nicht alle dieser Kirchen kennen jedoch den Episkopat der Frau, in manchen ist die Frauenordination auf das Priestertum beschränkt und damit wird auch die bischöfliche, apostolische Sukzession nur durch Männer weitergegeben. Während manche Kirchen mit rein männlichen Sukzessionslinien die apostolische Nachfolge in den Kirchen, bei denen Frauen zum Bischofsamt zugelassen werden, anzweifeln, wird die Sukzession in den Kirchen mit rein männlichen Linien von den Kirchen, die auch Frauen zulassen, nicht angezweifelt. Die Mitglieder der Porvoo-Gemeinschaft erkennen ihre apostolische Sukzession wechselseitig an.

## Wechselseitige Anerkennung und Auseinandersetzungen
War in der alten Kirche die gegenseitige Anerkennung der Apostolizität für die Ortskirchen eine Möglichkeit, trotz sichtbarer Unterschiede die Gemeinsamkeit im Glauben (communio) festzuhalten, so stellt die An- und Aberkennung der apostolischen Sukzession heute ein diffiziles Instrumentarium der Annäherung und Abgrenzung der Konfessionen bereit.
Im Einzelnen ergibt sich dabei folgendes Bild:
- Die apostolische Sukzession der Bischöfe in den vorreformatorischen Kirchen (römisch-katholische, östlich-orthodoxe und orientalisch-orthodoxe Kirchen) wird gegenseitig weitgehend anerkannt. Grundsätzlich zählen auch die in katholischer Tradition stehenden altkatholischen Bischöfe dazu, jedoch nicht bei Bischofsweihen, die in manchen altkatholischen Kirchen durch oder an Frauen durchgeführt werden.
- Die apostolische Sukzession der anglikanischen Kirche wird mittlerweile von vielen Kirchen anerkannt, allerdings nicht in der römisch-katholischen Kirche: Papst Leo XIII. erklärte in seiner Bulle Apostolicae curae 1896 die anglikanische Ordination wegen formaler Änderungen am Ritus unter Edward VI. für ungültig. Dagegen erkennt die Utrechter Union der altkatholischen Kirchen seit 1925 die apostolische Sukzession und Gültigkeit der Weihen in der anglikanischen Kirche an.
- Die östlich-orthodoxen Kirchen erkennen gewöhnlich die Ordination durch römisch-katholische und anglikanische Bischöfe zum Diakon oder Priester an, ebenso die eines zur Orthodoxie konvertierten Bischofs. Allerdings gibt es in diesen Kirchen auch Stimmen, für die die richtige Lehre als wichtigstes Element der Sukzession im Vordergrund steht, weshalb sie die mit einer ihrer Ansicht nach falschen Lehre verbundenen Ordinationen unorthodoxer Kirchen nicht anerkennen.
- Die Armenische Apostolische Kirche, eine orientalisch-orthodoxe Kirche, erkennt die bischöfliche römisch-katholische Konsekration an und umgekehrt.
- Die östlich-orthodoxen und orientalisch-orthodoxen Kirchen erkennen inzwischen im Allgemeinen die jeweils anderen kirchlichen Ämter an, mancherorts pflegen sie auch die gegenseitige Kommunion; Priester können einander vertreten.
- In der Erklärung von Porvoo von 1992 haben die lutherischen Kirchen der nordischen und baltischen Staaten, die nach eigener Auffassung die apostolische Sukzession erhalten oder wiedergewonnen haben, und die anglikanischen Kirchen Großbritanniens und Irlands ihre Ämter gegenseitig anerkannt. Im Kernland des Luthertums jedoch hat die weltweit größte lutherische Kirche, die Vereinigte Evangelisch-Lutherische Kirche Deutschlands, diese Entwicklung nicht mitvollzogen, da nach ihrer Interpretation der reformatorischen Auffassung das Priestertum aller Gläubigen gilt, es also nicht auf eine Weihe ankommt und damit die Frage nach einer Sukzession hinfällig wird.

## Theologische Interpretationen
Neben der orthodoxen Kirche berufen sich folgende im Weltkirchenrat vertretene Kirchen in der Lehrautorität ihrer Ämter auf die apostolische Sukzession:

### Vorreformatorische Kirchen

#### Römisch-katholische Kirche
Die Theologie des Zweiten Vatikanischen Konzils stellte dem Sukzessionsprinzip das Kollegialitätsprinzip zur Seite. Die Vollmacht des einzelnen Bischofs beruht nicht allein auf der historischen Rückbindung, sondern auch auf der aktuellen Einbindung in die Einheit des Episkopats (siehe auch Vagantenbischof). Der Grund hierfür ist die Schwäche des sogenannten „Pipeline-Prinzips“ bei der Sukzession: Es ist moralisch indifferent. Unwürdige Amtsträger, die qua Weihe in der Sukzession stehen, könnten nach ihrem Belieben mit der ihnen übertragenen Vollmacht umgehen.

#### Oberhäupter einiger Kirchen in apostolischer Sukzession
| Oberhäupter einiger Kirchen in apostolischer Sukzession |                      |                              |                                      |                                         |        |
| Kirche (Kirchenfamilie)                                 | Titel                | Sitz                         | Erstes Oberhaupt laut Überlieferung  | Gegenwärtiges Oberhaupt                 | Anzahl |
| Römisch-katholische Kirche                              | Papst                | Rom                          | Simon Petrus                         | Leo XIV.                                | 267    |
| Byzantinisch-orthodoxe Kirchen                          | Patriarch            | Konstantinopel               | Apostel Andreas                      | Bartholomäus I.                         | 273    |
| Koptisch-orthodoxe Kirche                               | Papst                | Alexandrien (Kairo)          | Evangelist Markus                    | Tawadros II.                            | 116    |
| Syrisch-Orthodoxe Kirche                                | Patriarch            | Antiochia (Damaskus)         | Simon Petrus                         | Ignatius Ephräm II. Karim               | 123    |
| Armenische Apostolische Kirche                          | Katholikos           | Etschmiadsin                 | Apostel Judas Thaddäus               | Karekin II.                             | 152    |
| Apostolische Kirche des Ostens                          | Katholikos-Patriarch | Seleukia-Ktesiphon (Chicago) | Apostel Thomas                       | Gewargis III.                           | 120    |
| Anglikanische Kirchengemeinschaft                       | Primas               | Canterbury                   | Augustin, „Apostel der Angelsachsen“ | vakant, bis 6. Januar 2025 Justin Welby | 105    |
| Utrechter Union der Altkatholischen Kirchen             | Erzbischof           | Utrecht                      | Willibrord, „Apostel der Friesen“    | Bernd Wallet                            | 83     |

### Evangelische Kirchen
In der Reformation, die die Kirche als eine Schöpfung des Wortes (creatura verbi) bestimmte, wurde die apostolische Sukzession nicht primär an Personen oder gar Amtsträgern festgemacht, sondern an der Treue des gesamten Volkes Gottes zum Evangelium (Martin Luther: „Evangelium sol dye successio sein“). Diese Auffassung hat sich in den evangelischen Kirchen weitgehend durchgesetzt.

„Die reformatorische  Wahrnehmung der apostolischen Sukzession ist die stete Rückkehr zum apostolischen Zeugnis. Sie verpflichtet die Kirche zur authentischen und missionarischen Bezeugung des Evangeliums von Jesus Christus in der Treue zur apostolischen Botschaft (vgl. 1 Kor 15,1–3), der sie ihr Dasein verdankt. Wo der Geist Gottes diese apostolische Botschaft für Menschen zur Wahrheit macht (vgl. Joh 16,13), verwirklicht sich die Apostolizität der Kirche als successio fidelium über die Generationen hinweg.“

Da aber die „successio fidelium […] die successio ordinis (Nachfolge im geordneten Amt) nicht aus[schließt], sondern bedingt“, stellt sich in einigen protestantischen Konfessionen die Frage, wie die Apostolizität der Kirche sich zur historischen Kontinuität der Sukzession im bischöflichen Amt der Kirche verhält.

#### Lutherische Kirchen
Da Martin Luther ursprünglich keine neue Kirche gründen wollte, stellte sich die Frage nach der Sukzession anfangs nicht. Erst als die Kirchenspaltung unumgänglich schien, kein altgläubiger Bischof in Deutschland zur Reformation übergegangen war und auch nicht auf Dauer mit einem genügend großen Zustrom konvertierender geweihter Priester zur Versorgung der Gemeinden gerechnet werden konnte, wurde – nach einigen Einzelfällen in den Jahren zuvor – 1535 in Wittenberg ein geordnetes Ordinationsverfahren mit Gebet und Handauflegung eingeführt.
1537 führte der für die Wittenberger Ordinationen zuständige Stadtpfarrer Johannes Bugenhagen die für die Dänische Volkskirche bestimmten Bischöfe in ihr Amt ein; 1542 weihte Luther Nikolaus von Amsdorf zum lutherischen Bischof von Naumburg. Nach Meinung der römisch-katholischen Kirche ist damit die apostolische Sukzession unterbrochen worden. In der neueren Diskussion werden aber die folgenden Gesichtspunkte hervorgehoben:

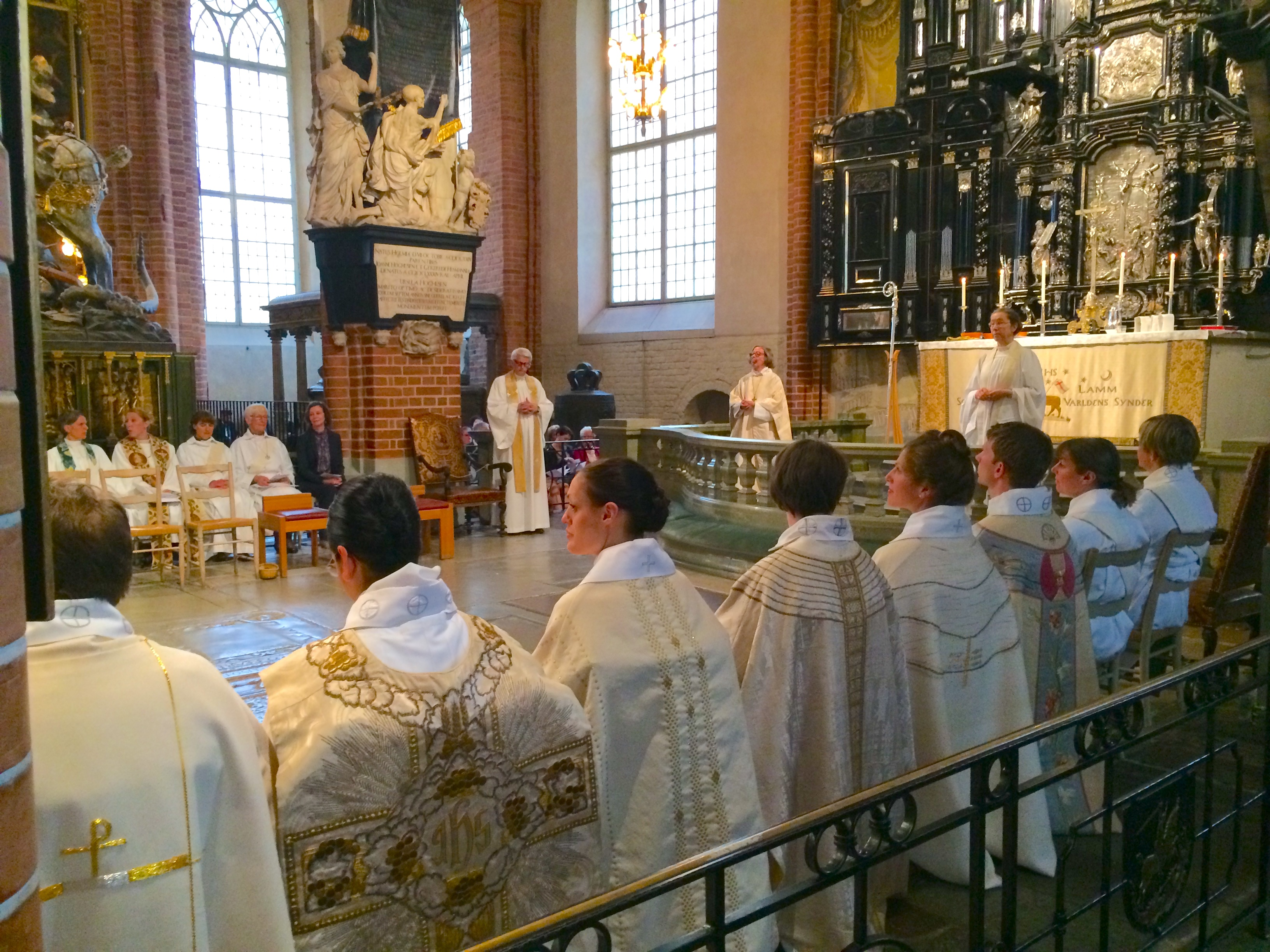
Ordination in der lutherischen Schwedischen Kirche.

1. In Norwegen und Schweden sind römisch-katholische Bischöfe zur lutherischen Kirche konvertiert. Während in Norwegen trotzdem die Kontinuität der bischöflichen Handauflegungen unterbrochen wurde (weil Bischof Hans Rev keine Bischofsweihen vornahm), lässt sich in Schweden – mit einem gewissen Unsicherheitsfaktor – annehmen, dass die Sukzessionslinie rein technisch nicht unterbrochen worden ist.[9] Seit dem 19., verstärkt im 20. Jahrhundert, beruft sich die Schwedische Kirche deshalb darauf, dass in ihr die apostolische Sukzession nach römisch-katholischem Verständnis weiter besteht. Die römisch-katholische Kirche erkennt dies jedoch nicht an, da nach neuerer Auffassung die apostolische Sukzession die volle Verbindung mit dem Papst voraussetzt.[10]
2. In ökumenischen Gesprächen wird seit Beginn des 21. Jahrhunderts die Möglichkeit ins Gespräch gebracht, dass auch Kirchen, die die apostolische Sukzession für konstitutiv halten, den Ausnahmefall der Weitergabe der Priesterweihe durch einen Priester anerkennen. Dabei wird hervorgehoben, dass namentlich im Mittelalter Presbyterat und Episkopat nicht als unterschiedliche Weihestufen angesehen wurden und es bis ins 18. Jahrhundert zu zahlreichen Amtsübertragungen kam, die nicht durch Bischöfe vorgenommen wurden. So urteilt der römisch-katholische Dogmatiker Peter Walter: „Als die Reformatoren sich entschlossen, zum Pfarramt in ‚presbyterialer Sukzession‘ zu ordinieren, taten sie etwas in kirchenrechtlicher Terminologie zwar Unerlaubtes, weil sie nach damaliger Auffassung dazu die päpstliche Erlaubnis hätten einholen müssen, aber ihre Ordinationen mussten damals keineswegs grundsätzlich als ungültig angesehen werden.“[11] Dieses Argument gewinnt dadurch an Gewicht, dass die römisch-katholischen Sukzessionslinien sich auch „nur“ bis ins 12. Jahrhundert zurückführen lassen und die Annahme einer Kette kirchenrechtlich gültiger Weihen von den Aposteln zu den frühesten identifizierbaren Konsekratoren nicht beweisbar ist. Der Ökumenische Arbeitskreis evangelischer und katholischer Theologen kündigte deshalb 2008 eine Untersuchung an, deren „Zielsetzung […] es sein [wird], […] die Überzeugung zu begründen, dass die Apostolische Sukzession in der römisch-katholischen Kirche und in den reformatorischen Kirchen gegeben ist.“[12] Ähnliche Überlegungen werden in dem im Auftrag des Lutherischen Weltbunds und des Päpstlichen Rats zur Förderung der Einheit der Christen 2007 erarbeiteten Dokument Die Apostolizität der Kirche angestellt.[13]

##### Hochkirchliche Bewegung
Anfang des 20. Jahrhunderts entstand im deutschen evangelischen Raum die „Hochkirchliche Bewegung“. Die Leiter der verschiedenen hochkirchlichen Bruderschaften haben in der Regel eine Bischofsweihe in apostolischer Sukzession empfangen. Ihre „Weihelinie“ wird für gewöhnlich über sogenannte Vagantenbischöfe auf die Apostel zurückgeführt. Weil hochkirchliche Weihen in der Regel ohne Kenntnis der Leitungen der evangelischen Landeskirchen vollzogen wurden, werden diese nur selten beachtet oder bestätigt. Im Dezember 2010 beschloss die Leitungskonferenz der VELKD/EKD, dass die bischöflichen apostolischen Weihen „ein positiv zu würdigendes Zeichen innerhalb der EKD“ seien. Auf den Titel eines Bischofs möchten die Leitungen der Bruderschaften jedoch verzichten, um Verwirrung zu vermeiden.

##### Selbständige Evangelisch-Lutherische Kirche
Die Selbständige Evangelisch-Lutherische Kirche und konfessionell lutherische Kirchen, wie die Lutherische Kirche Missouri-Synode aus den Vereinigten Staaten, Lutherische Kirchen im Baltikum und Teilen Afrikas, sehen in ihrem lutherischen Weiheverständnis eine historische Kontinuität bis zur Urkirche. Die Grundfunktionen des apostolischen Dienstes, wie Wortverkündigung und Spendung der Sakramente, werden heute von den gültig geweihten Pfarrern ausgeführt. Sie stehen in der Ausübung ihres Dienstes in persona Christi (an der Stelle Christi) und somit der Gemeinde gegenüber. Die Weitergabe des einen von Christus gestifteten Amtes der Wortverkündigung und Spendung der Sakramente erfolgt von Generation zu Generation durch den altkirchlichen Ritus der Handauflegung durch den Bischof, Propst oder Superintendenten, also eines Amtsträgers im kirchenleitenden Amt. Bei der Weitergabe geht es dieser Kirche daher nicht um die Vollständigkeit von historischen Sukzessionslinien, sondern um das Bekenntnis zur historischen Kontinuität der einen, heiligen katholischen und apostolischen Kirche in ihrem Bekenntnis, in ihrer Lehre und ihren Lebensäußerungen. Daher hat die Sukzession des Amtes einen personalen Charakter, so dass diese lutherische Kirche die Lehr- und Personensukzession als zusammengehörig versteht. Das geistliche Amt wird nicht, wie in den Landeskirchen in Deutschland, aus dem Priestertum aller Gläubigen abgeleitet, sondern mit den Evangelisch-Lutherischen Bekenntnisschriften aus dem Apostolat.

### Mormonen
In der Kirche Jesu Christi der Heiligen der Letzten Tage – landläufig als Mormonen bekannt – wird angenommen, dass die Weitergabe der apostolischen Vollmacht durch einen „großen Abfall“ vom wahren Glauben nach dem Tod der urkirchlichen Apostel nicht mehr möglich gewesen sei. Daher erkennt sie auch keine andere Kirche als von Jesus Christus bevollmächtigt an. Sie selbst beansprucht aber diese Vollmacht, die von den auferstandenen Aposteln und ursprünglichen Kirchenführern Petrus, Johannes und Jakobus auf ihren Gründer Joseph Smith im Jahr 1829 übertragen worden sei. Damit sei eine neue Linie von apostolischer Sukzession begonnen worden, die sich in der Ordinationslinie jedes Priestertumsträgers, das heißt der meisten erwachsenen männlichen Kirchenmitglieder, fortsetze.

## Sukzessionslinien in der römisch-katholischen Kirche
In der römisch-katholischen Kirche gibt es vier Sukzessionslinien; aus der Linie des Kardinals Scipione Rebiba stammen gegenwärtig die meisten Bischöfe. Benannt sind die Linien nach den frühesten bekannten Konsekratoren, die am Anfang der Linie stehen.
- d’Estoutevillelinie, nach Guillaume d’Estouteville, der 1440 zum Bischof ernannt wurde
- Rebiba bis 1541
- von Bodman, nach Johannes Wolfgang von Bodman, Weihbischof in Konstanz, bis 1686
- de Bovet, nach François de Bovet, Erzbischof von Toulouse bis 1820

Darüber hinaus gibt es innerhalb der römisch-katholischen Kirche einige Bischöfe, die ihre Sukzessionswurzeln in den Linien der östlichen Kirchen haben. Diese Bischöfe sind überwiegend in den Episkopaten der mit Rom unierten Kirchen zu finden. Einige Beispiele:
- Bischof Francis Dean Alleyne, ein Bischof im lateinischen Ritus, der in maronitischer Sukzessionslinie steht
- Erzbischof Joseph Ngô Quang Kiêt, Hanoi, Bischof Joseph Trân Xuân Tiéu und Bischof Joseph Tran Văn Toan Bischöfe im lateinischen Ritus: chaldäische Sukzessionslinie
- Nasrallah Boutros Kardinal Sfeir, Patriarch von Antiochien – Maroniten: maronitische Linie
- Gregorios III. (Loutfi) Laham, Patriarch von Antiochien – Melkitische Griechisch-katholische Kirche: melkitische Linie
- Emmanuel III. (Emmanuel-Karim) Delly, Patriarch der Chaldäisch-Katholischen Kirche: chaldäische Linie
- Ignatius Pierre VIII. (Grégoire) Abdel-Ahad, Patriarch von Antiochien – Syrisch-katholische Kirche: syrische Linie
- Lubomyr Kardinal Husar, Großerzbischof von Lemberg, Ukrainische Griechisch-Katholische Kirche: ukrainische Linie

Der Grund, warum nur noch diese Linien existieren, ist folgender: Für gewöhnlich empfing ein an der Kurie tätiger Bischof seine Weihe von einem Kurienkardinal oder vom Papst selbst. Er selbst war dann oftmals Konsekrator von Missionsbischöfen, welche wiederum in der Mission neue Bischöfe weihten. Dies erklärt die Sukzessionsfolge für Afrika, Asien und Amerika. In Europa galt es als besonderes Privileg, vom Papst geweiht zu werden, welcher selbst aber für gewöhnlich vor seinem Pontifikat ein Kuriale war und seine Weihe von einem Kurienkardinal oder einem Vorgängerpapst empfangen hatte. Von diesen Bischöfen aus verbreitete sich dann die Linie weiter. Ein Beispiel: Der Kölner Erzbischof Clemens August I. von Bayern ließ sich vom Papst zum Bischof weihen. Alle von ihm geweihten Bischöfe standen also automatisch in der Rebibalinie. Andere Linien starben im Verlauf der Reformation oder der Säkularisation aus, da es in diesen Jahren kaum noch Bischofsweihen gab. Die Bischöfe aber, die seitdem geweiht wurden, hatten vor allem Konsekratoren der Rebibalinie.

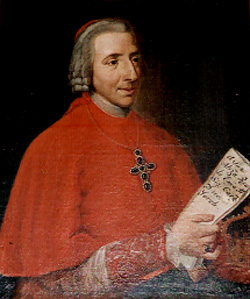
Henry Benedict Stuart, Kardinal York

Sukzessionslinien, die (wie z. B. die unten aufgeführte Linie von Johannes Paul II.) über Henry Benedict Mary Clement Kardinal Stuart of York auf Scipione Kardinal Rebiba zurückgehen, sind die in der römisch-katholischen Kirche am häufigsten belegbaren.
Allerdings verfügt die Rebibalinie noch über einige Seitenarme. Der älteste, die früher auch als Uchański- oder Rangonilinie bezeichnet wurde, ist vor allem in Polen zu finden. Ihr bekanntester Vertreter war Papst Pius XI. Heute gehört dazu unter anderem Józef Kardinal Glemp (1929–2013). Mittlerweile ist bekannt, dass Jakub Uchański ihr nie angehörte. Für kurze Zeit wurde diese Sukzessionslinie daher nach dem letzten bekannten Bischof (Claudio Rangoni) als Rangonilinie bezeichnet. Inzwischen hat sich Rangoni als Mitglied der Rebibalinie erwiesen (Kardinal Bernerio war der Konsekrator von Bischof Claudio Rangoni). Damit wird diese Linie nicht mehr als eigenständige Sukzessionslinie angesehen.
Die nächste Abspaltung erfolgte nach Kardinal Paluzzi Altieri degli Albertoni. Die Hauptlinie stellt dabei aus heutiger Sicht die Linie Rebiba-Orsini de Gravina dar. Die zweite Linie ist Rebiba-Carpegna, wozu heute unter anderem der emeritierte Erzbischof von Los Angeles Roger Kardinal Mahony gehört. Die Linie Rebiba-Orsini teilt sich später noch einmal in die beiden Linien Orsini-Enriquez, deren bedeutendster Vertreter Papst Pius IX. ist, und Orsini-Rezzonico, von denen letztere heute die Hauptlinie darstellt (der auch die letzten drei Päpste angehören). Dies ist unter anderem auch darauf zurückzuführen, dass Carlo della Torre Rezzonico (Papst Clemens XIII.) der Konsekrator von Henry Benedict Mary Clement Kardinal Stuart of York ist.
Die Von-Bodman-Linie ist nur noch sehr selten anzutreffen, da viele ihr angehörenden Bischöfe nie als Hauptkonsekratoren weihten. Sie war vor allem in den Niederlanden und den Asienmissionen vertreten. Heute ist diese Linie noch in Indonesien verbreitet, wo ihr unter anderem der Erzbischof von Merauke, Nicolaus Adi Seputra (* 1959) angehört.
Die d’Estoutevillelinie findet sich heute vor allem in Frankreich. Ihr wichtigster zeitgenössischer Vertreter war Jean Marcel Kardinal Honoré, der emeritierte Erzbischof von Tours (1920–2013). Weitere bekannte Vertreter waren Kardinal Raffaele Riario (1460–1521) sowie Papst Leo X. Bis vor Kurzem war der Konsekrator von Giuliano della Rovere nicht bekannt. Aus diesem Grund wurde die Linie della-Rovere-Linie genannt.
Die De-Bovet-Linie war vor allem in der Chinamission zu finden. Möglicherweise ist sie dort bereits abgeschlossen, wenn sie nicht in der dortigen Untergrundkirche weiterlebt. Unter ihren verbliebenen Vertretern sind zudem die Erzbischöfe von Samarinda (Indonesien), Florentinus Sului Hajang Hau (1948–2013) und Kuala Lumpur (Malaysia), Murphy Pakiam (* 1938).

### Rebibalinie am Beispiel von Johannes Paul II., Benedikt XVI.,Franziskus und Leo XIV.
Die folgenden Auflistungen zeigen die Weihelinien der letzten vier Päpste, die alle der Rebibialinie entspringen.

Die Jahreszahlen geben das Jahr der Bischofsweihe an.

#### Johannes Paul II.
- Papst Karol Józef Wojtyła (Johannes Paul II.), Bischofsweihe 1958
- Erzbischof Eugeniusz Baziak, 1933
- Erzbischof Bolesław Twardowski, 1919
- Erzbischof Hl. Józef Bilczewski, 1901
- Jan Kardinal Puzyna de Kosielsko, 1886
- Mieczysław Halka Kardinal Ledóchowski, 1861
- Camillo Kardinal Di Pietro, 1839
- Chiarissimo Kardinal Falconieri Mellini, 1826
- Papst Annibale Francesco Clemente Melchiore Girolamo Nicola della Genga (Leo XII.), 1794
- Henry Benedict Mary Clement Kardinal Stuart of York, 1758

#### Benedikt XVI.
- Papst Joseph Ratzinger (Benedikt XVI.), Bischofsweihe 1977
- Bischof Josef Stangl, 1957
- Erzbischof Josef Schneider, 1955
- Joseph Kardinal Wendel, 1941
- Bischof Ludwig Sebastian, 1917
- Erzbischof Johann Jakob von Hauck, 1912
- Bischof Ferdinand von Schlör, 1898
- Erzbischof Joseph von Schork, 1891
- Erzbischof Franz Joseph von Stein, 1879
- Erzbischof Friedrich von Schreiber, 1875
- Erzbischof Gregor (Leonhard Andreas) von Scherr, OSB, 1856
- Antonio Saverio Kardinal De Luca, 1845
- Giacomo Filippo Kardinal Fransoni, 1822
- Pietro Francesco Kardinal Galeffi, 1819
- Alessandro Kardinal Mattei, 1777
- Bernardino Kardinal Giraud, 1767

#### Franziskus
- Papst Jorge Mario Bergoglio, SJ (Franziskus), Bischofsweihe 1992
- Antonio Kardinal Quarracino, 1962
- Bischof Anunciado Serafini, 1935
- Erzbischof Zenobio Lorenzo Guilland, 1935
- Erzbischof Filippo Cortesi, 1921
- Antonio Kardinal Vico, 1897
- Mariano Kardinal Rampolla del Tindaro, 1882
- Edward Henry Kardinal Howard, 1872
- Carlo Kardinal Sacconi, 1851
- Giacomo Filippo Kardinal Fransoni, 1822
- Pietro Francesco Kardinal Galeffi, 1819
- Alessandro Kardinal Mattei, 1777
- Bernardino Kardinal Giraud, 1767

#### Leo XIV.
- Papst Robert Francis Prevost OSA (Leo XIV.), Bischofsweihe 2014
- Erzbischof James Patrick Green, 2006
- Angelo Kardinal Sodano, 1978
- Antonio Kardinal Samorè, 1950
- Clemente Kardinal Micara, 1920
- Pietro Kardinal Gasparri, 1898
- Erzbischof François-Marie-Benjamin Kardinal Richard de la Vergne, 1872
- Joseph Hippolyte Guibert, OMI, 1842
- St. Eugen von Mazenod, OMI, 1832
- Carlo Kardinal Odescalchi, SJ, 1823
- Giulio Maria Kardinal della Somaglia, 1788
- Hyacinthe-Sigismond (Jean-François) Kardinal Gerdil, B, 1777
- Marcantonio Kardinal Colonna (Jr.), 1762

#### Gemeinsame Sukzessionswurzel in Kardinal Rebiba
- Papst Carlo della Torre Rezzonico (Clemens XIII.), 1743
- Papst Prospero Lorenzo Lambertini (Benedikt XIV.), 1724
- Papst Pietro Francesco Orsini de Gravina, OP (Benedikt XIII.), 1675
- Paluzzo Kardinal Paluzzi Altieri degli Albertoni, 1666
- Ulderico Kardinal Carpegna, 1630
- Luigi Kardinal Caetani, 1622
- Ludovico Kardinal Ludovisi, 1621
- Erzbischof Galeazzo Sanvitale, 1604
- Girolamo Kardinal Bernerio, OP, 1586
- Giulio Antonio Kardinal Santorio, 1566
- Scipione Kardinal Rebiba, †

### D’Estoutevillelinie am Beispiel von Bischof Jean-Marie Le Vert
- Bischof Jean-Marie Le Vert, 2006
- Jean Marcel Kardinal Honoré, 1972
- Paul Joseph Marie Kardinal Gouyon, 1957
- Paul-Marie-André Kardinal Richaud, 1934
- Erzbischof Benjamin-Octave Roland-Gosselin, 1919
- Léon-Adolphe Kardinal Amette, 1899
- Guillaume-Marie-Romain Kardinal Sourrieu, 1899
- Bischof Pierre-Alfred Grimardias, 1866
- Bischof Louis-Charles Féron, 1834
- Erzbischof Hyacinthe-Louis de Quélen, 1817
- Erzbischof Gabriel Cortois de Pressigny, 1786
- César-Guillaume Kardinal de la Luzerne, 1770
- Erzbischof Christophe de Beaumont du Repaire, 1741
- Erzbischof Louis-Jacques Chapt de Rastignac, 1722
- Bischof Jean-François de Valderies de Lescure, 1699
- Louis-Antoine Kardinal de Noailles, 1679
- Erzbischof François Harlay de Champvallon, 1651
- Nicolò Kardinal Guidi di Bagno, 1644
- Antonio Marcello Kardinal Barberini, OFMCap, 1625
- Laudivio Kardinal Zacchia, 1605
- Pietro Kardinal Aldobrandini, 1604
- Papst Ippolito Aldobrandini (Clemens VIII.), 1592
- Alfonso Kardinal Gesualdo di Conza, 1564
- Francesco Kardinal Pisani, 1527
- Papst Alessandro Farnese (Paul III.), 1519
- Papst Giovanni de Medici (Leo X.), 1513
- Raffaele Kardinal Sansone Riario, 1504
- Papst Giuliano della Rovere (Julius II.), 1481
- Papst Francesco della Rovere (Sixtus IV.), 1471
- Guillaume d’Estouteville, 1440